# Protonemura nimborum
Protonemura nimborum är en bäcksländeart som först beskrevs av Friedrich Ris 1902.  Protonemura nimborum ingår i släktet Protonemura och familjen kryssbäcksländor. Inga underarter finns listade i Catalogue of Life.